# Itame alba
Itame alba är en fjärilsart som beskrevs av Louis Beethoven Prout 1915. Itame alba ingår i släktet Itame och familjen mätare. Inga underarter finns listade i Catalogue of Life.